# The Best of Nick Cave and the Bad Seeds
The Best of Nick Cave and the Bad Seeds — первый сборник группы Nick Cave and the Bad Seeds, выпущенный в 1998 году.

## Об альбоме
Составляя трек-лист, Ник Кейв попросил каждого участника группы выбрать свои любимые песни из десяти выпущенных на тот момент альбомов, по итогам чего будет проведено обсуждение и составлен окончательный трек-лист. Такой скрупулёзный подход утомил гитариста Мика Харви и, в итоге, список The Best of был составлен группой при его минимальном участии.

## Список композиций
| #   | Название                                      | Продолжительность | Автор(ы)                                                   | Первое издание                    |
| --- | --------------------------------------------- | ----------------- | ---------------------------------------------------------- | --------------------------------- |
| 1.  | Deanna                                        | 3:36              | Ник Кейв                                                   | на альбоме Tender Prey            |
| 2.  | Red Right Hand                                | 4:48              | Ник Кейв                                                   | на альбоме Let Love In            |
| 3.  | Straight to You                               | 4:35              | Ник Кейв                                                   | на альбоме Henry’s Dream          |
| 4.  | Tupelo                                        | 5:12              | Барри Адамсон, Мик Харви                                   | на альбоме The Firstborn Is Dead  |
| 5.  | Nobody’s Baby Now                             | 3:53              | Ник Кейв                                                   | на альбоме Let Love In            |
| 6.  | Stranger Than Kindness                        | 4:42              | Анита Лейн, Бликса Баргельд                                | на альбоме Your Funeral… My Trial |
| 7.  | Into My Arms                                  | 4:14              | Ник Кейв                                                   | на альбоме The Boatman’s Call     |
| 8.  | (Are You) The One That I’ve Been Waiting For? | 4:06              | Ник Кейв                                                   | на альбоме The Boatman’s Call     |
| 9.  | The Carny                                     | 8:01              | Ник Кейв                                                   | на альбоме Your Funeral… My Trial |
| 10. | Do You Love Me?                               | 4:37              | Мартин Кейси, Ник Кейв                                     | на альбоме Let Love In            |
| 11. | The Mercy Seat                                | 5:08              | Ник Кейв, Мик Харви                                        | на альбоме Tender Prey            |
| 12. | Henry Lee (с Пи Джей Харви)                   | 3:56              | Народная в обработке Ника Кейва                            | на альбоме Murder Ballads         |
| 13. | The Weeping Song                              | 4:20              | Ник Кейв                                                   | на альбоме The Good Son           |
| 14. | The Ship Song                                 | 4:42              | Ник Кейв                                                   | на альбоме The Good Son           |
| 15. | Where the Wild Roses Grow (с Кайли Миноуг)    | 3:57              | Ник Кейв                                                   | на альбоме Murder Ballads         |
| 16. | From Her to Eternity                          | 5:32              | Ник Кейв, Хьюго Рэйс, Барри Адамсон, Мик Харви, Анита Лейн | на альбоме From Her to Eternity   |

- Примечание: Песни 2, 4, 10, 11 и 14 были взяты с одноимённых синглов и отличаются от альбомных версий, хотя в буклете к сборнику это не указано.

## Специальное издание
Сборник был выпущен также как специальное издание, где в качестве бонуса прилагался концертный альбом Live at the Royal Albert Hall, записанный 19 и 20 мая 1997 года. В 2008 году этот бонус-диск был издан как обычный альбом. На новом издании появились 4 дополнительные песни и исчезла «The Weeping Song». Эта песня построена как диалог сына и отца, где за сына поёт Кейв, а за отца гитарист Бликса Баргельд. Но последний в 2003 году покинул группу, в связи с чем и была убрана песня.

### Live at the Royal Albert Hall, издание 1998 года
| #  | Название                  | Продолжительность | Автор(ы)                           | Оригинальная композиция           |
| -- | ------------------------- | ----------------- | ---------------------------------- | --------------------------------- |
| 1. | Lime Tree Arbour          | 3:42              | Ник Кейв                           | на альбоме The Boatman’s Call     |
| 2. | Stranger Than Kindness    | 5:02              | Анита Лейн, Бликса Баргельд        | на альбоме Your Funeral… My Trial |
| 3. | Red Right Hand            | 5:18              | Ник Кейв, Мик Харви, Томас Уайдлер | на альбоме Let Love In            |
| 4. | I Let Love In             | 4:12              | Ник Кейв                           | на альбоме Let Love In            |
| 5. | Brompton Oratory          | 3:47              | Ник Кейв                           | на альбоме The Boatman’s Call     |
| 6. | Henry Lee                 | 4:00              | Народная в обработке Ника Кейва    | на альбоме Murder Ballads         |
| 7. | The Weeping Song          | 4:38              | Ник Кейв                           | на альбоме The Good Son           |
| 8. | The Ship Song             | 4:12              | Ник Кейв                           | на альбоме The Good Son           |
| 9. | Where the Wild Roses Grow | 4:01              | Ник Кейв                           | на альбоме Murder Ballads         |

## Участники записи
- Ник Кейв — вокал, орган Хаммонда, орган, фортепиано, губная гармоника, бэк-вокал
- Бликса Баргельд — гитара, бэк-вокал, слайд-гитара, вокал (на «The Weeping Song»)
- Мик Харви — барабаны, бас-гитара, акустическая гитара, гитара, колокольчики, ритм-гитара, орган Хаммонда, бэк-вокал, фортепиано, ксилофон, металлофон, вибрафон, перкуссия
- Кид Конго Пауэрс — гитара
- Мартин Кейси — бас-гитара, бэк-вокал
- Томас Уайдлер — барабаны, литавры, бэк-вокал, перкуссия
- Конвэй Савэдж — фортепиано, бэк-вокал
- Барри Адамсон — барабаны, орган Хаммонда, бэк-вокал, бас-гитара
- Джим Склавунос — барабаны, колокольчики
- Тэкс Перкинс — бэк-вокал
- Роланд С. Говард — бэк-вокал
- Роланд Вульф — гитара
- Джини Бэлл — струна
- Одри Райли — струна
- Крис Томблинг — струна
- Пи Джей Харви — вокал (на «Henry Lee»)
- Кайли Миноуг — вокал (на «Where the Wild Roses Grow»)
- Йен Андерсон — струна
- Сью Симпсон — струна
- Керран Колтэр — струна
- Хелен Монтфорд — струна
- Хьюго Рэйс — гитара